# Nizy (obwód smoleński)
Nizy (ros. Низы) – wieś (ros. деревня, trb. dieriewnia) w zachodniej Rosji, w osiedlu wiejskim Borkowskoje rejonu diemidowskiego w obwodzie smoleńskim.

## Geografia
Miejscowość położona jest nad rzeką Jelsza, 1,5 km od drogi regionalnej 66N-0506 (Prżewalskoje – Jewsiejewka), 9,5 km od centrum administracyjnego osiedla wiejskiego (Żeruny), 45,5 km od centrum administracyjnego rejonu (Diemidow), 92,5 km od stolicy obwodu (Smoleńsk), 60 km od granicy z Białorusią.
W granicach miejscowości znajdują się ulice: Polewaja, Riecznaja.

## Demografia
W 2010 r. miejscowość zamieszkiwało 11 osób.

## Historia
W czasie II wojny światowej od lipca 1941 roku wieś była okupowana przez hitlerowców. Wyzwolenie nastąpiło we wrześniu 1943 roku.